# Callitrichia pilosa
Callitrichia pilosa är en spindelart som först beskrevs av Rudy Jocqué och Nikolaj Scharff 1986.  Callitrichia pilosa ingår i släktet Callitrichia och familjen täckvävarspindlar.
Artens utbredningsområde är Tanzania. Inga underarter finns listade.